# L'Ouragane
L'Ouragane est une sculpture de Germaine Richier  en bronze patiné foncé, réalisée en 11 exemplaires. Elle représente un nu féminin dont sa nièce, Françoise Guiter pense que c'est la version vieillie de La Pomone sculpture réalisée quatre ans plus tôt.

## Historique et description
Le modèle utilisé par Germaine Richier pour cette sculpture était une ancienne Blue Bell Girl, très élancée et beaucoup plus mince que Bouboule, modèle aux formes généreuses que Germaine avait prise pour réaliser La Pomone. De la danseuse de cabaret, il ne reste plus grand chose dans l'Ouragane, même si le menton relevé rappelle la meneuse de revue. Cependant les canons esthétiques de la sculpture de Germaine n'avaient que faire, à cette époque, d'une esthétique conventionnelle.   L'Ouragane est plutôt le pendant féminin de L'Orage  (parfois nommé Océan), nu masculin réalisé avec le modèle Nardone. Ces deux sculptures ont d'ailleurs été exposés ensemble à la Tate Gallery de Londres en 1993 dans Paris, post war, art and existentialisme. Bernard Heitz  rappelle, dans l'article  de Télérama, que ses intimes surnommaient Germaine l'Ouragane, non pas à cause d'une ressemblance physique, mais de la qualité explosive qui se dégage de l'œuvre et qui rappelle le caractère volcanique de l'artiste.
À propos de l'Ouragans, Geneviève Breerette écrit : « Du côté de l'Océan (L'Orage), ou de l'Ouragans, ce couple qui porte en lui le temps des pestes et des cataclysmes, le souvenir de Pompéi et l'ombre d'Hiroshima, l'image des charognes et des charniers, et le petit miracle d'être encore là (...) l'image de l'homme indéracinable émergeant du chaos. »

### Livres
- André Pieyre de Mandiargues, Germaine Richier, Éditions Synthèses, Bruxelles, 1959.
- Jean-Louis Prat, Germaine Richier, rétrospective, Saint-Paul-de-Vence, Fondation Maeght, 1996, 240 p. (ISBN 978-2-900923-13-9),  rétrospective du 5 avril au 18 juin 1996

### Articles
- Les étranges créatures de Germaine Richier enfin rassemblées par Geneviève Breerette[note 1], Le Monde, 17 avril 1996, p. 22

la page contient aussi un extrait d'entretien de César avec Alain Jouffroy sur Germaine Richier
- Le Chaos debout par Bernard Heitz, Télérama no 2417 du 8 mai 1996, p. 92 à 94.